# パリのちいさなオーケストラ
『パリのちいさなオーケストラ』（原題：Divertimento）は、2022年のフランス映画。移民の子でありながら世界的指揮者のセルジュ・チェリビダッケに見出され、世界的に非常に少ない女性指揮者となり、貧富の格差なく誰もが楽しめる垣根を越えたディヴェルティメント・オーケストラを立ち上げたアルジェリア系女性ザイア・ジウアニの実話を映画化した音楽伝記映画。

## キャスト
- ザイア・ジウアニ（フランス語版）：ウーヤラ・アマムラ
- フェットゥマ・ジウアニ：リナ・エル・アラビ
- セルジュ・チェリビダッケ：ニエル・アレストリュプ
- ：ジヌディーヌ・スアレム
- ：ナディア・カシ

## スタッフ
- 監督：マリー＝カスティーユ・マンシヨン＝シャール
- 製作：オリビエ・ガスティネル、マルク＝ブノワ・クレアンシエ
- 脚本：マリー＝カスティーユ・マンシヨン＝シャール、クララ・ブロー
- 撮影：ナオミ・アマルジェ
- 編集：ブノワ・キノン
- 美術：グウェンダル・ベスコンド
- 音楽監督：ザイア・ジウアニ（フランス語版）、フェットゥマ・ジウアニ
- 音楽監修：エリーゼ・ルーゲン
- 音響：ギヨーム・ヴァレイクス、ジャン＝ノエル・イヴェン、クリストフ・ウィンディング
- 衣裳デザイン：カロライン・シュピース
- メイクアップ：ヴァレリー・テリー
- キャスティング：マリー＝フランス・ミシェル